# Galileo (satellitnavigationssystem)
För andra betydelser, se Galileo (olika betydelser).
Galileo är ett system för satellitnavigering som utvecklas på uppdrag av Europeiska unionen (EU) och Europeiska rymdorganisationen (ESA). Galileo togs i bruk i december 2016, men är ännu inte fullt utbyggt. Galileo är kompatibelt med de tidigare systemen GPS och Glonass på så sätt att samma chip även kan användas för att ta emot Galileo-signaler. Galileo ska möjliggöra positionsbestämning med meterprecision för vanliga användare över hela jordklotet och millimeterprecision för avancerade användare som till exempel myndigheter och byggbolag. Den stora precisionen beror på att satelliterna har ytterst noggranna tidsignaler. Galileo är uppkallat efter Galileo Galilei.
En av anledningarna till att EU och ESA utvecklar Galileo är att minska beroendet av det amerikanska systemet GPS, som i grunden är ett militärt system. Dess avsiktliga störningssignal i form av SA, som sedan den 2 maj 2000 är avstängt och sedan den 19 september 2007 avvecklat, kan när som helst slås på igen enligt USA:s försvarsdepartement. Galileo kommer, till skillnad från GPS, att tillgodose de krav på tillförlitlighet och noggrannhet som finns för exempelvis civil luftfart. Det kommer inte att förses med någon SA-liknande funktion. Tvärtom kommer systemet att sända ut en varningssignal, om något oväntat inträffat som gör systemet mindre tillförlitligt, till dess man åtgärdat felet.
Systemet planeras fullt utbyggt under 2018[uppföljning saknas] och beräknas då ha sysselsatt 150 000 personer till en sammanlagd kostnad av 10 miljarder EUR. Projektledningen utövas av GJU, Galileo Joint Undertaking, som är tillsatt av Europeiska kommissionen och ESA.

## Utbyggnad
Två konsortier har tävlat om utbyggnaden av Galileo:
- iNavSat med Intelsat som huvudaktör och med bland andra
  - Ericsson som medintressent
- Eurely med deltagande av
  - AENA, ett spanskt bolag som sysslar med flygplatsunderhåll, navigationssystem etcetera
  - Alcatel, ett stort fransk telekombolag
  - Capgemini, ett världsomfattande konsultföretag inom IT och företagsledning, huvudkontor i Frankrike
  - Hispasat, den organisation som driver Spaniens egna satellitprojekt med samma namn
  - Finmeccanica, Italiens största grupp inom rymdteknik och försvarsmateriel
  - Thales, en fransk elektronikgrupp inom luftfart och försvar
  - Vinci Networks

GJU lyckades hösten 2005 med konststycket att i stället för att låta den ena gruppen slå ut den andra, baka ihop alltsammans till ett jättekonsortium som skall genomföra det mycket ambitiösa Galileo-projektet med förenade krafter. Deutsche Bank kommer att stå som ekonomisk rådgivare.
Den organisation som till slut avses äga Galileo och svara för dess drift, Galileo public-private partnership, beräknas vara etablerad i slutet av 2005. 
De två första av 30 planerade satelliter (varav 3 i reserv) var klara för slutprov i augusti 2005. Uppskjutningen av den första satelliten, Giovo A, skedde den 28 december 2005 från Kosmodromen i Bajkonur, Kazakstan. Till att börja med ska dessa två första satelliter i Galileo användas för följande:
- Verifiera att de frekvenser man har fått sig tilldelade av ITU fungerar utan problem i samma frekvensband som används av GPS
- Utvärdera ny teknik
- Undersöka strålningsmiljön i de planerade banorna
- Experimentera med de signaler som ska sändas ut från Galileo-satelliterna

Ett försystem till Galileo är Egnos (European Geostationary Navigation Overlay System). Inmarsat hjälper till i detta projekt genom att skicka en "övningssignal" från sin existerande satellit Inmarsat-3, som är geostationär över Indiska oceanen.
Den 15 december 2016 förklarades Galileo operativt och den publika tjänsten startade. Vid starten fanns 11 satelliter tillgängliga.

## Satelliter

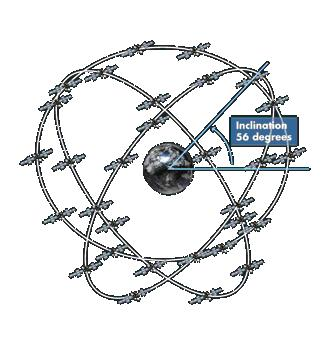
Galileo-satelliternas konfiguration

Galileo kommer att lägga sina satellitbanor på 23 616 km höjd över jordytan, vilket i satellitsammanhang kallas medelhögt med förhållandevis långa varvtider. Man kan jämföra detta med den grupp som kallas lågflygande LEO (Low Earth Orbiting Satellites) omkring 800 km över jordytan och som av rent mekaniska skäl får korta varvtider. Ett exempel på ett sådant system är Iridium. Åt andra hållet finns de geostationära satelliterna (till exempel Intelsat och Marisat), vars satelliter flyger på cirka 36 000 km höjd över jordytan och alltså går precis ett varv per dygn. (Geostationära satelliter ligger alltid i ekvatorsplanet, och om de då cirklar kring jordens medelpunkt åt samma håll och med samma hastighet som jorden snurrar, så står satelliten, från jorden sett, skenbart stilla.)
Fullt utbyggt beräknas systemet använda ca 30 satelliter. Våren 2008 hade två av systemets satelliter placerats i omloppsbana, dessa heter Giove A och Giove B. En milstolpe för projektet nåddes sent i april 2010, när apparaturen för den första satelliten i aktiv drift blev färdigbyggd i Portsmouth, Storbritannien. Efter olika tester i Rom, Italien, sköts två satelliter upp från rymdbasen Kourou i Franska Guyana 21 oktober 2011.

### Lista över satelliter
Varje satellit är namngiven efter ett barn som vann EU-kommissionens teckningstävling. En vinnare blev vald från varje medlemsland i EU.
| Nr                                                                                               | Satellit         | Namn     | Barnnamn   | Datum      | Fraktraket           | Uppdragskod | Status         |
| ------------------------------------------------------------------------------------------------ | ---------------- | -------- | ---------- | ---------- | -------------------- | ----------- | -------------- |
| 1                                                                                                | Galileo-IOV PFM  | GSAT0101 | Thijs      | 2011-10-21 | Sojuz-2-1b Fregat-MT | VS01        | Tillgänglig    |
| 2                                                                                                | Galileo-IOV FM2  | GSAT0102 | Natalia    | 2011-10-21 | Sojuz-2-1b Fregat-MT | VS01        | Tillgänglig    |
| 3                                                                                                | Galileo-IOV FM3  | GSAT0103 | David      | 2012-10-12 | Sojuz-2-1b Fregat-MT | VS03        | Tillgänglig    |
| 4                                                                                                | Galileo-IOV FM4  | GSAT0104 | Sif        | 2012-10-12 | Sojuz-2-1b Fregat-MT | VS03        | Ur funktion    |
| 5                                                                                                | Galileo-FOC FM1  | GSAT0201 | Doresa     | 2014-08-22 | Sojuz-2-1b Fregat-MT | VS09        | Fasas in       |
| 6                                                                                                | Galileo-FOC FM2  | GSAT0202 | Milena     | 2014-08-22 | Sojuz-2-1b Fregat-MT | VS09        | Fasas in       |
| 7                                                                                                | Galileo-FOC FM3  | GSAT0203 | Adam       | 2015-03-27 | Sojuz-2-1b Fregat-MT | VS11        | Tillgänglig    |
| 8                                                                                                | Galileo-FOC FM4  | GSAT0204 | Anastasia  | 2015-03-27 | Sojuz-2-1b Fregat-MT | VS11        | Ej tillgänglig |
| 9                                                                                                | Galileo-FOC FM5  | GSAT0205 | Alba       | 2015-09-11 | Sojuz-2-1b Fregat-MT | VS12        | Tillgänglig    |
| 10                                                                                               | Galileo-FOC FM6  | GSAT0206 | Oriana     | 2015-09-11 | Sojuz-2-1b Fregat-MT | VS12        | Tillgänglig    |
| 11                                                                                               | Galileo-FOC FM8  | GSAT0208 | Andriana   | 2015-12-17 | Sojuz-2-1b Fregat-MT | VS13        | Tillgänglig    |
| 12                                                                                               | Galileo-FOC FM9  | GSAT0209 | Liene      | 2015-12-17 | Sojuz-2-1b Fregat-MT | VS13        | Tillgänglig    |
| 13                                                                                               | Galileo-FOC FM10 | GSAT0210 | Danielė    | 2016-05-24 | Sojuz-2-1b Fregat-MT | VS15        | Tillgänglig    |
| 14                                                                                               | Galileo-FOC FM11 | GSAT0211 | Alizée     | 2016-05-24 | Sojuz-2-1b Fregat-MT | VS15        | Tillgänglig    |
| 15                                                                                               | Galileo-FOC FM7  | GSAT0207 | Antonianna | 2016-11-17 | Ariane 5 ES          | VA233       | Tillgänglig    |
| 16                                                                                               | Galileo-FOC FM12 | GSAT0212 | Lisa       | 2016-11-17 | Ariane 5 ES          | VA233       | Tillgänglig    |
| 17                                                                                               | Galileo-FOC FM13 | GSAT0213 | Kimberley  | 2016-11-17 | Ariane 5 ES          | VA233       | Tillgänglig    |
| 18                                                                                               | Galileo-FOC FM14 | GSAT0214 | Tijmen     | 2016-11-17 | Ariane 5 ES          | VA233       | Tillgänglig    |
| 19                                                                                               | Galileo-FOC FM15 | GSAT0215 | Nicole     | 2017-12-12 | Ariane 5 ES          | VA240       | Tillgänglig    |
| 20                                                                                               | Galileo-FOC FM16 | GSAT0216 | Zofia      | 2017-12-12 | Ariane 5 ES          | VA240       | Tillgänglig    |
| 21                                                                                               | Galileo-FOC FM17 | GSAT0217 | Alexandre  | 2017-12-12 | Ariane 5 ES          | VA240       | Tillgänglig    |
| 22                                                                                               | Galileo-FOC FM18 | GSAT0218 | Irina      | 2017-12-12 | Ariane 5 ES          | VA240       | Tillgänglig    |
| 23                                                                                               | Galileo-FOC FM19 | GSAT0219 | Tara       | 2018-07-25 | Ariane 5 ES          | VA244       | Tillgänglig    |
| 24                                                                                               | Galileo-FOC FM20 | GSAT0220 | Samuel     | 2018-07-25 | Ariane 5 ES          | VA244       | Tillgänglig    |
| 25                                                                                               | Galileo-FOC FM21 | GSAT0221 | Anna       | 2018-07-25 | Ariane 5 ES          | VA244       | Tillgänglig    |
| 26                                                                                               | Galileo-FOC FM22 | GSAT0222 | Ellen      | 2018-07-25 | Ariane 5 ES          | VA244       | Tillgänglig    |
| Planerade                                                                                        |                  |          |            |            |                      |             |                |
| 27                                                                                               | Galileo-FOC FM23 | GSAT0223 | Patrick    | 2018+      | Ej beslutat          |             |                |
| Referenser: European GNSS Service Centre – EC Children Drawing Competition – Gunter's Space Page |                  |          |            |            |                      |             |                |

## Not
Det europeiska satellitnavigeringsprogrammet "Galileo", inte att förväxlas med, Nasas rymdfarkost med namnet Galileo som sänts på rymdfärd för att utforska planeten Jupiter.